# Parque nacional de Bakossi
El parque nacional de Bakossi es un área protegida dentro de la Reserva Forestal Bakossi, en Camerún, creado por un decreto a principios de 2008. El parque cubre 29 320 hectáreas, y se justificó sobre la base de la preservación de la diversidad de plantas existentes allí.
Las montañas de Bakossi son parte de la llamada "línea de Camerún" corriendo hacia el interior en dirección noreste desde el Monte Camerún. Las montañas tienen una superficie de cerca de 230 000 kilómetros cuadrados y la elevación típica de 800 metros a 1900 metros. El pico más alto es el Monte Kupe con 2064 metros.